# Vaudey Abbey
Vaudey Abbey (vallis Dei) war eine Zisterzienserabtei in England. Das Kloster lag auf dem Gelände des jetzigen Grimsthorpe Castle rund 5 km westnordwestlich von Bourne im südlichen Teil der Grafschaft Lincolnshire in England, nahe der Straße A 151.

## Geschichte
Das Kloster wurde im Jahr 1147 in Castle Bytham von William le Gros, dem Grafen von Albermarle (oder Aumale), gestiftet und 1149 von Geoffrey de Brachecourt und Gilbert de Gant, dem Earl von Lincoln, in Vaudey wiedergegründet. Es war ein Tochterkloster von Fountains Abbey aus der Filiation der Primarabtei Clairvaux. Im 13. Jahrhundert prosperierte die Wollproduktion, jedoch geriet die Abtei zu Ende dieses Jahrhunderts in wirtschaftliche Schwierigkeiten. Im Jahr 1536 wurde das Kloster (bei einem Jahreseinkommen von 124 Pfund) mit den kleineren Klöstern aufgelöst und an William, Lord Willoughby, sowie 1541 an dessen Schwiegersohn Charles Brandon, den Herzog von Suffolk, verliehen. Nunmehr gehört es dem Grimsthorpe and Drummond Castle Trust.

## Anlage und Bauten
Die Steine des Klosters wurden 1541 zum Ausbau von Grimsthorpe Castle verwendet. Oberirdische Reste des Klosters sind nicht vorhanden. Grundmauern haben sich jedoch bei Ausgrabungen 1851 gezeigt. Das Gelände des Klosters wurde im 20. Jahrhundert aufgeforstet. Der Fischteich des Klosters ist erhalten.